# كليفتي (فلم)
كليفتي فيلم مصري من إنتاج عام 2004.

## قصة الفيلم
يقوم باسم سمرة بدور الكليفتي وهو الإنسان الذي يستطيع أن يصرف أموره في ظل الحياة الصعبة بالنصب والاحتيال، يرتبط بفتاة تسعى للزواج منه ويخيب ظنها لترتبط برجل آخر في النهاية حتى يجد نفسه وحيداً فيستمر في النصب مرة أخرى.

## بطولة
- باسم سمرة
- رولا محمود
- سناء يونس
- أحمد كمال
- محمد عبد العظيم

## روابط خارجية
- مقالات تستعمل روابط فنية بلا صلة مع ويكي بيانات